# Платан Палласа
Платан Палласа. Обхват 6,60 м, висота близько 25 м, вік понад 250 років. За легендою посаджений у кінці XVII століття в центрі села  Тернівка  Балаклавського району, Крим, академіком Петербурзької Академії Наук  Петером-Симоном Палласом, якому Катерина ІІ подарувала землі в Тернівці. Зростає біля дитячого садка по вул. Зелена, 8-А. Дерево огороджено та має інформаційний знак. Платан є головною визначною пам'яткою Тернівки і мається на гербі цього села. Дерево необхідно заповісти.

## Ресурси Інтернету
- Фотогалерея самых старых и выдающихся деревьев Украины

## Виноски
1. 1 2   Шнайдер С. Л., Борейко В. Е., Стеценко Н. Ф. 500 выдающихся деревьев Украины. — К.: КЭКЦ, 2011. — 203 с.